# Leptolepida henleyi
Leptolepida henleyi är en fjärilsart som beskrevs av W. Warren och Rothschild 1905. Leptolepida henleyi ingår i släktet Leptolepida och familjen tandspinnare. Inga underarter finns listade i Catalogue of Life.